# سیارک ۳۳۷۶
سیارک ۳۳۷۶ (به انگلیسی: 3376 Armandhammer، نامگذاری:1982UJ8) سه هزار و سیصد و هفتاد و ششمین سیارک کشف شده‌است که در ۲۱ اکتبر ۱۹۸۲ کشف شد.
قدر مطلق سیارک برابر ۱۲٫۴۰ است.